# Sóng tử thần
Sóng tử thần (tựa gốc tiếng Na Uy: Bølgen, tựa gốc tiếng Anh: The WaVe) là một bộ phim chính kịch thảm họa 2015 của Na Uy do Roar Uthaug đạo diễn. Phim từng được chọn để tranh cử hạng mục giải Oscar cho phim ngoại ngữ hay nhất tại lễ trao giải Oscar lần thứ 88 nhưng không thành công. Phim khởi chiếu tại Việt Nam ngày 4 tháng 12 năm 2015.

## Nội dung
Nhà địa chất học Kristian Eikjord đang làm việc ngày cuối cùng tại điểm du lịch Geiranger của Na Uy trước khi chuyển đến Stavanger cùng gia đình thì các cảm biến trên núi cho thấy nước ngầm đã biến mất. Sau đó, khi đang đợi phà cùng các con trong khi vợ anh là Idun làm việc thêm vài ngày tại khách sạn, Kristian mới hiển linh và vội vã quay trở lại trung tâm địa chất, để lại hai đứa con của anh là Sondre và Julia trong xe. Anh và Jacob nhận thấy dây cảm biến bị đứt do chuyển động bên trong núi. Ông chủ cũ của Kristian là Arvid đã đồng ý đặt tình trạng báo động cao hơn, nhưng không phát chuông báo sơ tán do đang là giữa mùa du lịch.
Kristian thấy bọn trẻ đã đến khách sạn. Julia muốn nói lời tạm biệt với ngôi nhà của họ nên Kristian đã lái xe cùng Julia đến đó một đêm qua. Sondre đi xuống tầng hầm của khách sạn với tai nghe và ván trượt.
Arvid và Jacob kiểm tra các chỉ số của thiết bị và thấy chúng chính xác chứ không phải trục trặc. Kristian xem xét các tài liệu cũ gợi ý rằng việc đọc các cơn co thắt trên núi cho thấy trận tuyết lở sắp tới. Anh ta gọi điện cho nhà ga và ra lệnh sơ tán ngay lập tức Arvid và Jacob khỏi kẽ hở, đồng thời phát chuông báo động sóng thần cho cư dân Geiranger. Một lúc sau trận tuyết lở xảy ra. Arvid hy sinh bản thân khi chân của Jacob bị mắc kẹt, liên kết Jacob với dây kéo của họ và chết ngay sau đó. Sạt lở đá đổ vào vịnh hẹp tạo ra một cơn sóng thần khổng lồ cao 80 mét (260 feet) đang tiến thẳng về phía Geiranger.
Còn mười phút nữa là sóng thần ập đến Geiranger, Idun và đồng nghiệp của cô là Vibeke sơ tán những vị khách của khách sạn lên một chiếc xe buýt nhưng không thấy Sondre đâu cả. Idun không chịu rời xa anh ta. Du khách Đan Mạch là Maria và Philip Poulsen giúp cô tìm kiếm. Kristian và Julia bị kẹt xe, nhận ra rằng độ cao của họ thấp đến mức nguy hiểm. Họ bỏ xuống xe để đi bộ lên dốc, la hét, hô hoán để những người khác làm điều tương tự. Người hàng xóm Anna của họ bị một chiếc ô tô mắc kẹt ở chân. Kristian đưa Julia lên núi cùng chồng của Anna là Thomas và con gái Teresa, đồng thời cho anh và Anna ngồi trong một chiếc xe tải. Sóng thần nhấn chìm chiếc xe. Idun tìm thấy Sondre nhưng đã quá muộn để thoát khỏi cơn sóng thần ập đến khi họ lao xuống hầm trú ẩn ở tầng hầm. Maria bị cuốn trôi và Idun và Sondre buộc phải đóng cửa nơi trú ẩn.
Kristian sống sót nhưng thấy Anna bên cạnh đã chết, bị các mảnh vỡ cửa sổ xe hơi đâm xuyên qua người. Tìm thấy Julia còn sống, anh để con gái lại với Thomas và Teresa trong khi quay trở lại Geiranger để tìm vợ và con trai của mình. Thị trấn bị tàn phá, và chiếc xe buýt sơ tán bị phá hủy chở đầy những hành khách đã thiệt mạng, bao gồm cả Vibeke nhưng không phải Idun và Sondre. Ở dưới hầm trú ẩn, mực nước dâng cao làm biến dạng cánh cửa bị các mảnh vỡ nặng nề chặn lại. Philip, hoảng sợ để thở, đẩy Sondre xuống nước. Idun đã phải dìm chết anh ta để cứu Sondre.
Kristian tìm thấy chiếc ba lô của con trai mình và tức giận đập vào một số đường ống. Idun và Sondre đáp lại bằng hiện vật. Khi Kristian tìm thấy họ và lặn xuống, nước tiếp tục tràn vào nơi trú ẩn. Loại bỏ các mảnh vỡ, anh ấy đoàn tụ với Idun nhưng hết hơi khi anh ấy quay lại cùng Sondre. Idun quay trở lại trong nỗ lực tuyệt vọng để cứu mạng anh ta, nhưng sau đó chấp nhận rằng anh ta đã chết vì đuối nước. Tuy nhiên, Sondre đã nỗ lực lần cuối và đã cứu sống Kristian.
Cả gia đình đoàn tụ tại Ørnevegen, trong khi cảnh quay từ xa cho thấy Geiranger đã bị san phẳng.